# 萬里海水浴場
25°10′49″N 121°41′21″E / 25.180294°N 121.689285°E
萬里海水浴場，又名萬美海水浴場，是位於台灣新北市萬里區的海水浴場，為白色沙灘，緊連翡翠灣海水浴場。

## 概況
沙灘的形成源自瑪鋉溪，其白沙安全泳區可長達800公尺，寬100公尺左右。

## 沿革
1968年開放，後來由淡水地方人士經營，1991年暫停營業後，成為閒置狀態，直至1997年才由萬美觀光事業公司承租，改稱萬美海水浴場，由於業者遲遲未對外營業，引起縣政府不滿，多次催促，終於在2000年8月22日正式營業，但該年9月底便歇業，兩個月賠掉兩億多元。近兩百公尺的水泥圍牆業者還偷工減料，有三公分厚度是以塗上水泥的保麗龍偽裝而成。
該海水浴場幾經易手，都逃不過歇業命運。地方人士無奈表示因鄰近的翡翠灣，有福華與太平洋休閒渡假飯店盤踞，加上外圍沙灘無法有效管理，旅客可偷進入，難怪業者慘賠。